# IC 5186
IC 5186 је спирална галаксија у сазвјежђу Ждрал која се налази на листи објеката дубоког неба у Индекс каталогу.
Деклинација објекта је - 36° 48' 6" а ректасцензија 22h 18m 46,5s. Привидна величина (магнитуда) објекта IC 5186 износи 11,8 а фотографска магнитуда 12,6. IC 5186 је још познат и под ознакама ESO 405-7, MCG -6-49-1, IRAS 22158-3703, PGC 68548.